# Classicismo (letteratura)

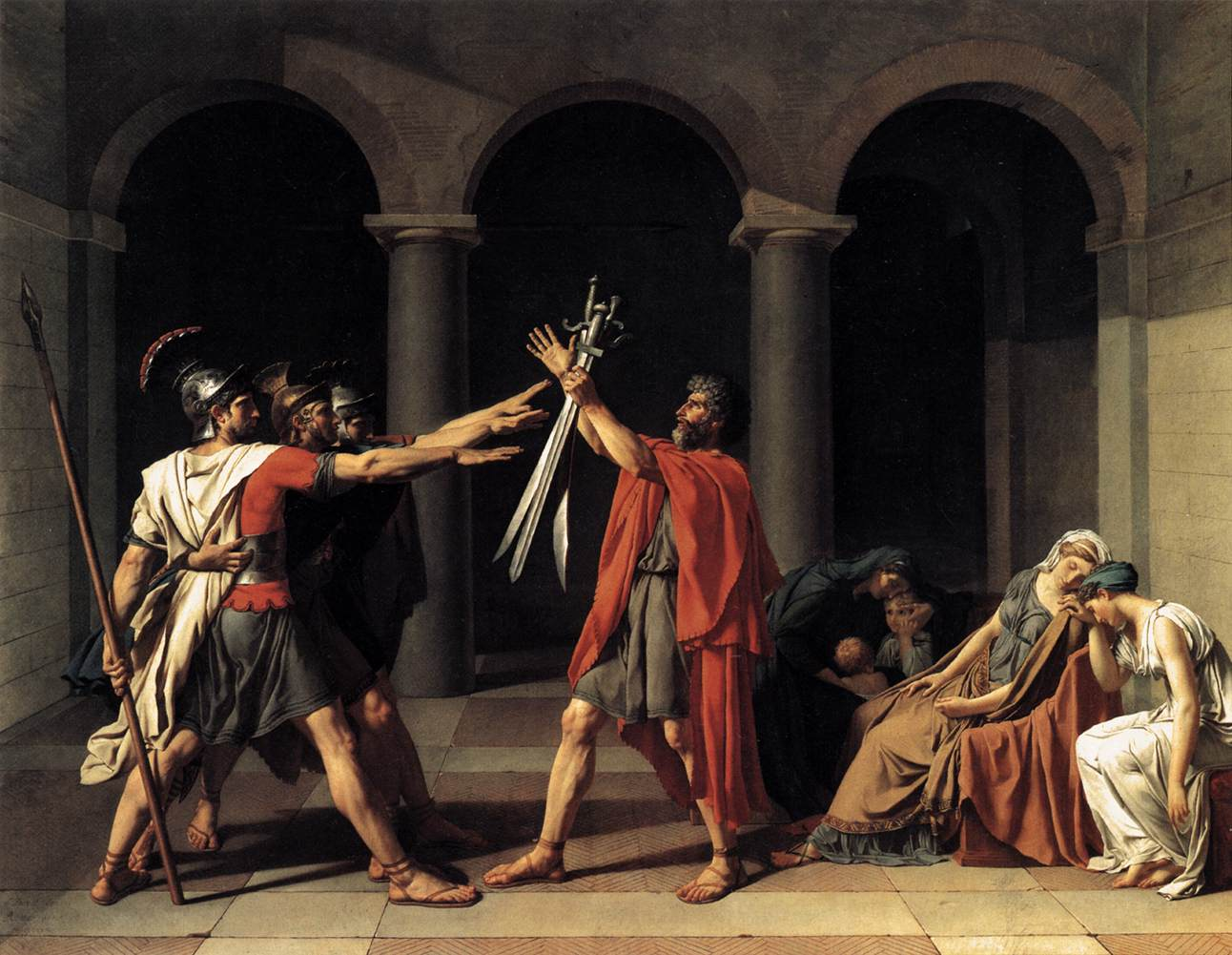
Il giuramento degli Orazi, un'icona del neoclassicismo nella pittura. Olio su tela di Jacques-Louis David, 1784.

Con il termine classicismo in letteratura, ci si riferisce ad una corrente di pensiero sorta in Europa a partire dal XVI e XVII secolo, nella quale vengono esaltati gli ideali delle civiltà greco-romane dove è presente l'ideale dell'armonia e della proporzione come canone dell'operare artistico, modello di armonia e universalità.

## Storia

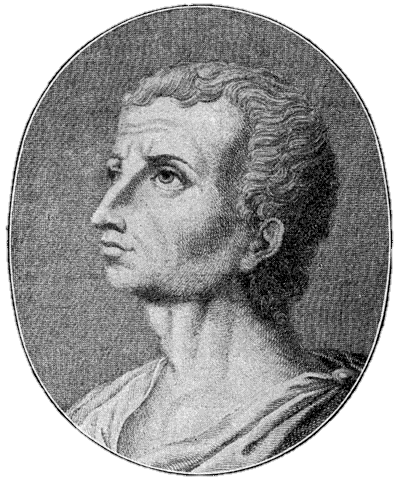
Tito Livio, storico esemplare per i classicisti.

Il classicismo letterario nacque in contrapposizione al Barocco, quest'ultimo definito spesso come inutilmente elaborato. Nel classicismo si tende ad imitare l'esempio degli antichi come modello da cui ispirarsi.

La conoscenza del patrimonio greco e romano venne in parte perduta dopo le invasioni barbariche e gli studi classici riemersero nell'alto Medioevo e nell'età carolingia. Intorno al X secolo gli scritti più significativi dell'età classica vennero raccolti e conservati presso le biblioteche più prestigiose, come quella di York, di San Gallo, di Toul, di Montecassino.
Se i padri della Chiesa da un lato generalmente rifiutarono la cultura e la civiltà pagana, dall'altro arrivarono spesso alla conclusione che le arti liberali, seppur sottostanti alle verità teologiche, contenessero un non trascurabile grado di sapienza.
Un'anticipazione della fioritura del classicismo, si ebbe già nei secoli XI e XII in territorio francese e durante l'alto medioevo, quando gli uomini di cultura cercarono verità e precetti celati all'interno delle favole classiche, pubblicando antologie composte da estratti antichi, presentati come sentenze morali. Questi cosiddetti "florilegi" divennero anche un esempio di grammatica per gli allievi e quindi non è così azzardato affermare che per gli uomini del Medioevo i classici rappresentarono quello che Virgilio fu per Dante.
La fioritura del classicismo sorse nel mondo umanistico del Quattrocento, in quanto gli antichi impersonificarono sia lo strumento sia la fiducia nel rinnovamento.

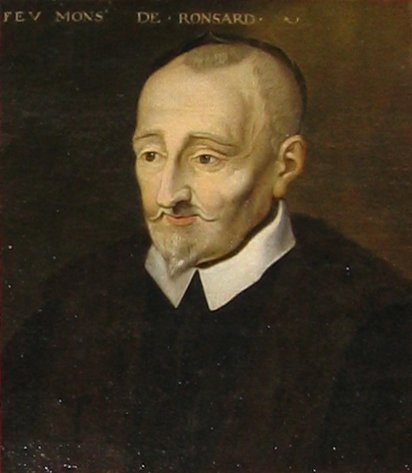
Pierre de Ronsard fondatore de La Pléiade.

L'umanesimo si accostò agli antichi classici attraverso non solo una metodologia filologica, basata sui commenti e sul restauro delle opere antiche, ma anche una esplosione di opere poetiche ispirate all'età classica. Uno dei fili conduttori tra le opere dell'età classica e la nuova mentalità e filosofia di vita e culturale dell'umanesimo furono gli scritti degli antichi storici che offrirono agli umanisti validi esempi, soprattutto per tenere in giusto equilibrio idealità e realtà, come ad es. l'Africa di Petrarca che celebrò Roma seguendo i criteri, i metodi e gli insegnamenti di Tito Livio.
Il classicismo si affermò nel Rinascimento, soprattutto italiano, durante il quale gli antichi vennero ritenuti un paradigma per i canoni artistici e per la poetica; gli ammiratori dei classici ricercarono nel passato un modello, da proporre come esempio di perfezione, a cui attribuire un valore normativo. In Francia il classicismo italiano divampò trovando terreno fertile, soprattutto in gruppi poetici come quelli della Pléiade.
Il classicismo riemerse nel secondo Settecento (Neoclassicismo) e infine costituì il contrapposto polemico al Romanticismo.